# Ramonaka
Ramonaka est une ville du Botswana.

## Personnalités liées à la commune
- Baboloki Thebe (né en 1997), athlète botswanais.